# Cornelius Fuscus
Cornelius Fuscus (n. secolul I d.Hr. – d. 86 d.Hr., Dacia) a fost un general roman care a luptat împotriva dacilor în timpul împăratului Domițian, căzând în luptă în Prima Bătălie de la Tapae, când se afla la comanda Legiunii a  V-a Alaudae.

## Izvoare
- Prosopographia Imperii Romani² C 1365